# トマス・ハワード (第14代サフォーク伯爵)
第14代サフォーク伯爵および第7代バークシャー伯爵トマス・ハワード（英語: Thomas Howard, 14th Earl of Suffolk, 7th Earl of Berkshire、1721年6月11日 – 1783年2月3日）は、グレートブリテン王国の貴族、政治家。1747年から1779年まで庶民院議員を務めた。

## 生涯
第11代サフォーク伯爵ヘンリー・ボーズ・ハワードと妻キャサリン（Catherine、旧姓グラハム（Graham）、1762年2月13日没、ジェームズ・グラハム大佐の娘）の五男として、1721年6月11日にウィルトシャーのチャールトンで生まれた。1732年よりイートン・カレッジで教育を受けた後、1738年5月23日にオックスフォード大学セント・ジョンズ・カレッジに入学、1741年6月6日にM.A.の学位を修得した。1742年にインナー・テンプルに入学、1744年に弁護士資格免許を取得した。晩年の1779年にはインナー・テンプルの評議員に選出された。
1747年イギリス総選挙でキャッスル・ライジング選挙区から出馬した。キャッスル・ライジングではサフォーク伯爵家とウォルポール家が1議席ずつ掌握しており、ハワードは兄の息子にあたる第12代サフォーク伯爵ヘンリー・ハワードの支持を受けて、当選を果たした。1749年/1750年ごろに第2代エグモント伯爵ジョン・パーシヴァルが下した評価によると、ハワードは「完全なジャコバイト」（a thorough Jacobite）だという。1754年と1761年の総選挙でもキャッスル・ライジング選挙区で再選した。1768年の総選挙では同じくサフォーク伯爵の支持を受けてマームズベリー選挙区から出馬、11票で当選した。
議会でははじめトーリー党所属で、1762年12月には七年戦争の予備講和条約に賛成したとされた。1763年から1771年まではサフォーク伯爵と同じくジョージ・グレンヴィル派に所属し、1766年に印紙法廃止法案に反対票を投じたほか、1769年から1770年までジョン・ウィルクス当選問題をめぐる採決で4度も野党に同調した。しかし、1771年にサフォーク伯爵らグレンヴィル派が与党に転じてもハワードは野党に留まり、1774年にはグレンヴィル法を恒久法に変更する法案に賛成票を、ケベック法への反対演説をした。
これらの行動により、1774年イギリス総選挙でサフォーク伯爵の支持を得られず、サリー選挙区で立候補しようとした。サリーでは現職議員の第7代準男爵サー・フランシス・ヴィンセントと急進主義者の初代準男爵サー・ジョセフ・モービーが立候補しており、ハワードは第2代ニューカッスル公爵ヘンリー・ペラム＝クリントンへの手紙でモービーが当選しそうにないと述べたが、モービーの対立候補にはハワードのほか、ウィリアム・ノートン大佐（Col. William Norton）と第3代準男爵サー・フレデリック・エヴリンも名乗り上げており、候補者を指名する会議で有力者のジョージ・オンズローがこのままではハワード、ノートン、エヴリンが共倒れになり、モービーを当選させてしまうと指摘し、候補者の一本化を訴えた。これに対し、最初は誰も立候補を辞退しなかったが、最終的にはオンズローが3人とも立候補を辞退させ、代わりにジェームズ・スコーエンを立候補させて当選させた。スコーエンは当選が確定した後、自身が勢力を有し、重複立候補していたミッチェル選挙区でハワードを当選させた。以降ハワードは爵位継承まで野党の立場にあった。
1779年8月10日に兄の孫にあたる第13代サフォーク伯爵ヘンリー・ハワードが死去すると、サフォーク伯爵位とバークシャー伯爵位を継承した。以降は政治にほとんど関わらなかった。
1783年2月3日、ウェストミンスター・セント・ジェームズの自宅で死去、12日にアシュテッドで埋葬された。息子がおらず、爵位は遠戚のジョン・ハワード（初代バークシャー伯爵トマス・ハワードの玄孫にあたる）が継承した。

## 家族
1747年8月13日、エリザベス・キングスコート（Elizabeth Kingscote、1722年3月7日 – 1769年6月22日、ウィリアム・キングスコートの娘）と結婚、1女をもうけた。
- ダイアナ（1748年7月23日 – 1816年6月） - 1782年11月24日、第4代準男爵サー・マイケル・ル・フレミングと結婚[10]、1女をもうけた[11]